# Willie Thorne
Willie Thorne, właśc.  William Joseph Thorne (ur. 4 marca 1954 w Leicester, zm. 17 czerwca 2020 w Torrevieja) − angielski snookerzysta w latach 1975−2002. Najwyższą pozycję w rankingu  osiągnął w sezonie 1986/1987. Wygrał jeden turniej rankingowy i raz udało mu się wbić brejk maksymalny. W całej karierze zbudował 126 brejków stupunktowych.
Willie został mistrzem świata amatorów do lat 16 w roku 1970. Jako zawodowiec nie święcił zbyt wielu sukcesów. W 1985 roku wygrał turniej Classic i był to jego jedyny rankingowy tytuł. W drodze do zwycięstwa wyeliminował Kirka Stevensa 5-1, Johna Virgo 5-1, Steve’a Davisa 9-8 i Cliffa Thorburna 13-8.
Również w 1985 dotarł do finału UK Championship, gdzie prowadził już 13-8 ze Steve’em Davisem. Ostatecznie pojedynek przegrał 14-16.
Pseudonim Mr Maximum został mu nadany po ogłoszeniu faktu, iż podczas treningów wbił blisko 200 breaków maksymalnych. Po zakończeniu kariery zajmował się komentowaniem snookera w stacji BBC Sport i Sky Sports.
W marcu 2020 roku u Thorne'a zdiagnozowano białaczkę. 16 czerwca doznał wstrząsu septycznego, w efekcie którego zmarł następnego dnia.